# Syrtlingur
Syrtlingur – nieistniejąca dziś wyspa wulkaniczna (ok. -32 m p.p.m.) na południe od Islandii. Powstała na skutek tektonicznej aktywności od 22 maja 1965 do 17 października 1965 r. Zerodowana, dziś już nie istnieje.